# Hứa hoàng hậu (Hán Thành Đế)
Hiếu Thành Hứa hoàng hậu (chữ Hán: 孝成許皇后, ? - 8 TCN) hay Phế hậu Hứa thị, là Hoàng hậu đầu tiên của Hán Thành Đế Lưu Ngao - vị Hoàng đế thứ 12 của nhà Tây Hán trong lịch sử Trung Quốc.

## Tiểu sử
Hoàng hậu họ Hứa, có thuyết tên là Khoa (誇), quê ở Xương Ấp (nay huyện Kim Hương, tỉnh Sơn Đông). Tổ phụ là Hứa Diên Thọ (許延壽), em trai thứ ba của Bình Ân Đới hầu Hứa Quảng Hán (許廣漢) - cha ruột Hứa Bình Quân, Hoàng hậu của Hán Tuyên Đế. Hứa Quảng Hán không có con trai thừa tự nên sau khi mất, con trai Hứa Diên Thọ là Hứa Gia (許嘉) được thừa tước Bình Ân hầu (平恩侯), sau gia thêm Đại tư mã, chức Xa Kỵ tướng quân (車騎將軍). Bà có hai người chị, một người tên Hứa Yết (许谒) gả cho Bình An Cương hầu (平安刚侯); một tên Hứa Mị (许孊), gả cho Long Ngạch Tư hầu (龙额思侯).
Xét vai vế, bà là cháu gọi Hứa Bình Quân bằng đường cô, và là em họ của Hán Nguyên Đế Lưu Thích. Năm ấy, Nguyên Đế đau buồn về cái chết của thân mẫu là Hứa hoàng hậu, vì vậy muốn chọn nữ nhân họ ngoại kế vị ngôi Hậu. Năm Kiến Chiêu thứ 5 (34 TCN), Hán Nguyên Đế ban hôn Hứa thị cho con trai là Thái tử Lưu Ngao.
Khi đó, Hán Nguyên Đế sai Trung thường thị cùng thân tín trong đám Hoàng môn đưa Hứa thị nhập Thái tử cung, được thuật lại rằng Thái tử rất vui mừng, bèn cao hứng đãi tiệc các quan viên, tả hữu dâng rượu chúc mừng. Lúc còn trẻ đẹp, Hứa phi được Lưu Ngao sủng ái, từng sinh hạ một con trai nhưng không may lại chết yểu. Từ đó, Hứa phi không hoài thai đứa con nào khác.

## Hoàng hậu đắc sủng
Năm Cánh Ninh nguyên niên (33 TCN), tháng 5, Hán Nguyên Đế băng hà. Ngày 22 tháng 6, Thái tử Lưu Ngao lên ngôi, tức Hán Thành Đế. Năm Kiến Thủy thứ 2 (31 TCN), Thái tử phi Hứa thị được chính thức được lập làm Hoàng hậu.
Vào thời điểm Hán Thành Đế lên ngôi, Hứa thị sinh hạ cho Thành Đế một con gái, nhưng rồi đứa trẻ cũng yểu mệnh. Dù vậy, Hứa hoàng hậu vẫn được Hán Thành Đế yêu thương. Bà nổi tiếng thông tuệ, biết viết kiểu chữ lệ, trong vòng hơn mười mấy năm là chuyên sủng hậu cung, Hán Thành Đế luôn quây quần bên bà mà ít khi triệu hạnh cung phi khác. Bên cạnh đó, Hán Thành Đế sủng ái Ban Tiệp dư, xuất thân danh môn và có nhan sắc, đối với Hứa hoàng hậu rất kính cẩn và lễ độ. Tuy nhiên sau nhiều năm, Hoàng hậu và Ban Tiệp dư cũng không có con, điều này khiến Hoàng thái hậu Vương Chính Quân khuyến khích Hoàng đế sủng hạnh thêm nhiều phi tần khác để có Hoàng tử nối dõi. Vào năm Kiến Thủy thứ 3 (30 TCN), liên tục ba năm xuất hiện nguyệt thực, nhiều ngôn quan tiến gián, đẩy tội lỗi lên người Vương Phượng, là ngoại thích đang rất có uy quyền khi đó vì là anh ruột của Thái hậu. Bỗng những người theo phe Vương thị ngoại thích là Lưu Hướng, Cốc Vĩnh (谷永) can gián rằng điều này liên hệ với hậu cung, đổ mọi khuyết điểm lên Hoàng hậu.
Năm Hà Bình nguyên niên (28 TCN), Hán Thành Đế bắt đầu giảm đến Tiêu Phòng điện, giảm đi chi phí của Tiêu Phòng dịch đình. Hoàng hậu Hứa thị viết một đạo thượng tấu, gọi là [Thượng sơ ngôn Tiêu Phòng chi phí; 上疏言椒房用度], hy vọng Hoàng đế thể nghiệm và quan sát tình hình thực tế. Cuối cùng, Thành Đế vẫn nghe theo lời Lưu, Cốc, quy tội cho Hoàng hậu thất đức, từ đó Hoàng đế liên tục sủng hạnh tần phi, ít đến chỗ Hứa hoàng hậu.
Bài thượng ngôn chính Hứa hậu dâng lên cho Thành Đế:
| “                                   | 妾誇布服糲食，加以幼稚愚惑，不明義理，幸得免離茅屋之下，備後宮埽除。蒙過誤之寵，居非命所當託，洿穢不修，曠職尸官，數逆至法，踰越制度，當伏放流之誅，不足以塞責。乃壬寅日大長秋受詔：「椒房儀法，御服輿駕，所發諸官署，及所造作，遺賜外家群臣妾，皆如竟寧以前故事。」妾伏自念，入椒房以來，遺賜外家未嘗踰故事，每輒決上，可覆問也。今誠時世異制，長短相補，不出漢制而已，纖微之間，未必可同。若竟寧前與黃龍前，豈相放哉？家吏不曉，今壹受詔如此，且使妾搖手不得。今言無得發取諸官，殆謂未央宮不屬妾，不宜獨取也。言妾家府亦不當得，妾竊惑焉。幸得賜湯沐邑以自奉養，亦小發取其中，何害於誼而不可哉？又詔書言服御所造，皆如竟寧前，吏誠不能揆其意，即且令妾被服所為不得不如前。設妾欲作某屏風張於某所，曰故事無有，或不能得，則必繩妾以詔書矣。此二事誠不可行，唯陛下省察。 官吏忮佷，必欲自勝。幸妾尚貴時，猶以不急事操人，況今日日益侵，又獲此詔，其操約人，豈有所訴？陛下見妾在椒房，終不肯給妾纖微內邪？若不私府小取，將安所仰乎？舊故，中宮乃私奪左右之賤繒，及發乘輿服繒，言為待詔補，已而伛易其中。左右多竊怨者，甚恥為之。又故事以特牛祠大父母，戴侯、敬侯皆得蒙恩以太牢祠，今當率如故事，唯陛下哀之！ 今吏甫受詔讀記，直豫言使后知之，非可復若私府有所取也。其萌牙所以約制妾者，恐失人理。今但損車駕，及毋若未央宮有所發，遺賜衣服如故事，則可矣。其餘誠太迫急，奈何？妾薄命，端遇竟寧前。竟寧前於今世而比之，豈可耶？故時酒肉有所賜外家，輒上表乃決。又故杜陵梁美人歲時遺酒一石，肉百斤耳。妾甚少之，遺田八子誠不可若是。事率眾多，不可勝以文陳。俟自見，索言之，唯陛下深察焉！ . Thiếp khoa bố phục lệ thực, gia dĩ ấu trĩ ngu hoặc, bất minh nghĩa lý, hạnh đắc miễn ly mao ốc chi hạ, bị hậu cung tảo trừ. Mông quá ngộ chi sủng, cư phi mệnh sở đương thác, ô uế bất tu, khoáng chức thi quan, sổ nghịch chí pháp, du việt chế độ, đương phục phóng lưu chi tru, bất túc dĩ tắc trách. Nãi nhâm dần nhật đại trường thu thụ chiếu: “Tiêu phòng nghi pháp, ngự phục dư giá, sở phát chư quan thự, cập sở tạo tác, di tứ ngoại gia quần thần thiếp, giai như cánh ninh dĩ tiền cố sự.” Thiếp phục tự niệm, nhập tiêu phòng dĩ lai, di tứ ngoại gia vị thường du cố sự, mỗi triếp quyết thượng, khả phúc vấn dã. Kim thành thời thế dị chế, trường đoản tương bổ, bất xuất hán chế nhi dĩ, tiêm vi chi gian, vị tất khả đồng. Nhược cánh ninh tiền dữ hoàng long tiền, khởi tương phóng tai? Gia lại bất hiểu, kim nhất thụ chiếu như thử, thả sử thiếp diêu thủ bất đắc. Kim ngôn vô đắc phát thủ chư quan, đãi vị vị ương cung bất chúc thiếp, bất nghi độc thủ dã. Ngôn thiếp gia phủ diệc bất đương đắc, thiếp thiết hoặc yên. Hạnh đắc tứ thang mộc ấp dĩ tự phụng dưỡng, diệc tiểu phát thủ kỳ trung, hà hại vu nghị nhi bất khả tai? Hựu chiếu thư ngôn phục ngự sở tạo, giai như cánh ninh tiền, lại thành bất năng quỹ kỳ ý, tức thả lệnh thiếp bị phục sở vi bất đắc bất như tiền. Thiết thiếp dục tác mỗ bình phong trương vu mỗ sở, viết cố sự vô hữu, hoặc bất năng đắc, tắc tất thằng thiếp dĩ chiếu thư hĩ. Thử nhị sự thành bất khả hành, duy bệ hạ tỉnh sát. Quan lại kĩ ngận, tất dục tự thắng. Hạnh thiếp thượng quý thời, do dĩ bất cấp sự thao nhân, huống kim nhật nhật ích xâm, hựu hoạch thử chiếu, kỳ thao ước nhân, khởi hữu sở tố? Bệ hạ kiến thiếp tại tiêu phòng, chung bất khẳng cấp thiếp tiêm vi nội tà? Nhược bất tư phủ tiểu thủ, tương an sở ngưỡng hồ? Cựu cố, trung cung nãi tư đoạt tả hữu chi tiện tăng, cập phát thừa dư phục tăng, ngôn vi đãi chiếu bổ, dĩ nhi ủ dịch kỳ trung. Tả hữu đa thiết oán giả, thậm sỉ vi chi. Hựu cố sự dĩ đặc ngưu từ đại phụ mẫu, đái hầu, kính hầu giai đắc mông ân dĩ thái lao từ, kim đương suất như cố sự, duy bệ hạ ai chi! Kim lại phủ thụ chiếu độc ký, trực dự ngôn sử hậu tri chi, phi khả phục nhược tư phủ hữu sở thủ dã. Kỳ manh nha sở dĩ ước chế thiếp giả, khủng thất nhân lý. Kim đãn tổn xa giá, cập vô nhược vị ương cung hữu sở phát, di tứ y phục như cố sự, tắc khả hĩ. Kỳ dư thành thái bách cấp, nại hà? Thiếp bạc mệnh, đoan ngộ cánh ninh tiền. Cánh ninh tiền vu kim thế nhi bỉ chi, khởi khả gia? Cố thời tửu nhục hữu sở tứ ngoại gia, triếp thượng biểu nãi quyết. Hựu cố đỗ lăng lương mỹ nhân tuế thời di tửu nhất thạch, nhục bách cân nhĩ. Thiếp thậm thiếu chi, di điền bát tử thành bất khả nhược thị. Sự suất chúng đa, bất khả thắng dĩ văn trần. Sĩ tự kiến, tác ngôn chi, duy bệ hạ thâm sát yên! | ” |
| — Thượng sơ ngôn Tiêu Phòng chi phí | |   |

## Thất sủng bị phế
Do sự kiện năm xưa mà Cốc Vĩnh bày ra, Hứa hậu ân sủng suy giảm, nên nhà họ Hứa cũng cảm thấy bất bình với Cốc Vĩnh, mà kẻ đứng sau là Vương Phượng tự nhiên cũng bị căm ghét nhất. Từ năm Hồng Gia trở đi, Thành Đế ít đi vào hậu cung, đến cả Ban Tiệp dư cũng thất sủng, khi đó Thành Đế thường ra ngoài tìm vui, đến phủ của Dương A công chúa thì gặp được Triệu Phi Yến, vời vào cung làm Tiệp dư, từ đó là tân sủng.
Năm Hồng Gia thứ 3 (18 TCN), xảy ra đại sự làm thay đổi cả cuộc đời Hứa hậu. Một dịp, chị của Hứa hoàng hậu là Bình An Cương hầu phu nhân Hứa Yết nhập cung, cùng đám đàn bà nói nguyền rủa hậu cung Vương mỹ nhân đang mang thai lẫn Đại tướng quân Vương Phượng, sự tình bại lộ. Thái hậu Vương Chính Quân giận dữ, đem những người này đều vào ngục giam nghiêm hình khảo vấn. Cuối cùng Hứa Yết bị xử tử, điều này cũng làm ảnh hưởng ngoại thích họ Hứa khi bị tước đi thực ấp và phong hiệu. Ngày 16 tháng 11 cùng năm, Hứa hoàng hậu bị phế truất, lui cư Chiêu Đài cung (昭颱宮). Một năm sau khi bị đưa vào Chiêu Đài cung, Hứa thị lại bị đưa vào Trường Định cung (長定宮), người đương thời gọi là [Trường Định Quý nhân; 長定貴人].
Năm Nguyên Diên thứ 3 (10 TCN), chị của Hứa hoàng hậu là Long Ngạch Tư hầu phu nhân Hứa Mị ở góa, Định Lăng hầu tên Thuần Vu Trường (淳于長) nhân đó cùng Hứa Mị tư thông, sau đó đem Hứa Mị làm kế thê. Hứa hoàng hậu biết Thuần Vu Trường đối với Hán Thành Đế cũng có mức độ tín nhiệm cao, vì mẹ của Trường là chị em gái của Vương Thái hậu, cho nên hết sức chớp thời cơ, thông qua Hứa Mị mà nhờ Thuần Vu Trường giúp đỡ, ý muốn phục lại vị trí, làm Tiệp dư cũng tốt. Thuần Vu Trường nhân cơ hội đục nước béo cò, hứa rằng sẽ khuyên Hán Thành Đế lập Hứa thị thành cái gọi là 「Tả Hoàng hậu; 左皇后」. Hứa hoàng hậu tin lời nói của hắn, vét hết nào là tiền tài, ngựa xe, trang sức, khí giới,..đều đưa cho hắn để hắn có thể giúp bà. Từ đó, Hứa hậu cứ ảo tưởng danh vị Tả Hoàng hậu, mà không biết Thuần Vu Trường chỉ lừa gạt mà thôi. Hứa Mị cũng thông đồng Thuần Vu Trường, đem thư của Trường đến cho Hứa hậu mỗi khi vấn an Trường Định cung, lời nói hứa hẹn đều giả dối.
Năm Nguyên Diên thứ 4 (9 TCN), Hán Thành Đế thương hại Hứa hoàng hậu, bèn ban chiếu nói:"Lúc trước Bình An Cương hầu phu nhân Hứa Yết phạm tội đại nghịch bất đạo, người nhà may mắn bị xá lệnh, trở lại nguyên quán. Lệnh Bình Ân hầu Hứa Đán cùng thân thuộc ở Sơn Dương quận trở lại kinh thành".
Năm Tuy Hòa nguyên niên (8 TCN), Thuần Vu Trường ở trước mặt Hoàng đế cùng Thái hậu chịu sủng, quyền thế áp đảo công khanh. Tháng 10 năm đó, ngoại thích Vương Mãng không chịu được cảnh với Thuần Vu Trường tác oai tác oái, hướng trình diện Hoàng đế và Thái hậu, vạch trần sự việc Thuần Vu Trường nhận hối lộ của Hứa hoàng hậu. Hoàng thái hậu thập phần tức giận, Hán Thành Đế nửa tin nửa ngờ, nhưng bị áp lực bởi Thái hậu, miễn đi toàn bộ chức vụ của Thuần Vu Trường mà không trị tội, bị điều đi Phong quốc. Tháng 11, Thuần Vu Trường hối lộ Hồng Dương hầu Vương Lập (王立), cầu xin Hoàng đế niệm tình cho trở lại chức vị cũ. Vương Lập bị tiền tài cám dỗ, nhưng lòng oán với Thuần Vu Trường khi xưa vẫn còn, bên cạnh nhận hối lộ còn khiến Hán Thành Đế nghi ngờ thêm Thuần Vu Trường, tiến hành tra khảo. Tháng 12, Thuần Vu Trường thừa nhận "Diễn vũ Trường Định cung (ý chỉ Hứa hoàng hậu), mưu lập Tả Hoàng hậu", đây gọi là mưu nghịch tạo phản. Hán Thành Đế lập tức hạ chiếu giết Thuần Vu Trường trong ngục.
Sau khi xử lý Thuần Vu Trường, Hán Thành Đế sai Khổng Quang (孔光) cầm cờ tiết, đến Trường Định cung ban chết cho Hứa hoàng hậu. Xác của bà được chôn cất ở phía Tây, giao đạo chuồng ngựa của Diên lăng (延陵).